# El Paraíso (site archéologique)
El Paraíso est un complexe archéologique situé à quelques kilomètres de Lima, à San Martín de Porres au Pérou. C'est le site le plus ancien et vaste de cette région. Le site a été dégagé dès 1980, sous la direction de Jeffrey Quilter et du Proyecto Bajo Valle del Chillón. Il remonte à la période précéramique du Pérou, avant même le règne des Incas.

## Description
El Paraíso contient 10 ruines dont un temple rectangulaire a été découvert en février 2013 par l'équipe de Marco Guillen, avec un autel pour brûler des offrandes. Ce temple est fait de pierre, recouverte de glaise jaune contenant aussi des traces de peinture rouge et pourrait être encore plus ancien de 1000 ans que le reste du complexe.
Le site contient au centre un bâtiment en terrasse, découvert en 1965 par Frédéric Engel.
Des travaux de mise en valeur du site ont commencé en décembre 2012, et ont permis de découvrir une plaque religieuse précolombienne datant d'il y a 5 000 ans.

## Communauté
Le site semble être un vestige d'une communauté de pêcheur et de cultivateurs de coton rassemblant environ 2 000 personnes en -1800 avant Jésus-Christ. Il y a des indices montrant les sources subsistances de la population locale : anchois, sardines, courges et jicama.
Les environs de Lima à cette époque étaient un point central de la culture d'Amérique centrale et la présence du site et de cette communauté corroborent cette théorie, ainsi que l'hypothèse maritime de 1980 selon laquelle les populations précéramiques vivaient essentiellement de la pêche,. Michael Moseley avait fondé sa théorie sur la subsistance des populations andéennes notamment sur ce site archéologique, où de nombreux restes proviennent de la mer, avec des oursins, du poisson et des crabes.
Les conditions climatiques de la région à l'époque de l'érection des ruines étaient les mêmes que de nos jours. Deux El Niño ont eu lieu durant l'occupation de El Paraìso, sans doute au milieu du premier millénaire avant Jésus-Christ.
Il semblerait que la communauté, bien que grande, ne recevait pas de tributs de la part des communautés adjacentes ce qui est une différence majeure entre le mode de fonctionnement de la fin du Précéramique et celui de la fin du Précolombien.

## Destruction de l'une des pyramides
Le 29 juin 2013, à l’instigation d'une société de BTP et d'une famille locale, une des pyramides du site a été détruite à l'aide d'une excavatrice et des ordures jetées dessus avant d'être enflammées. Cette pyramide faisait 6 mètres de haut et 2 500 m2 de surface. Le ministère du Patrimoine a déclaré avoir porté plainte contre les deux sociétés incriminées, Alisol et Provelanz.